# Microsoft Sharepoint Workspace
Microsoft Sharepoint Workspace, tidigare känt som Microsoft Office Groove och Groove och i marknadsföringssyfte skrivet SharePoint, är en programvara som underlättar arbete tillsammans via Internet på ett säkert sätt. Användarna kan arbeta som om de befann sig i samma rum utan att behöva någon central server.
Programmet Groove skapades av Ray Ozzie som grundade Groove Networks i oktober 1997. Ray Ozzie är mest känd för sina insatser för grupprogramvara då han skapade Lotus Notes som används av över 100 miljoner användare världen över.
I mars 2005 köpte Microsoft Groove Networks för 120 miljoner amerikanska dollar. Programmet integrerades i några editioner av Microsoft Office 2007 under namnet Microsoft Office Groove och i Microsoft Office 2010 under namnet Microsoft Sharepoint Workspace.